# Bukitsulah
Bukitsulah is een bestuurslaag in het regentschap Sarolangun van de provincie Jambi, Indonesië. Bukitsulah telt 666 inwoners (volkstelling 2010).